# Kathedrale von Segorbe

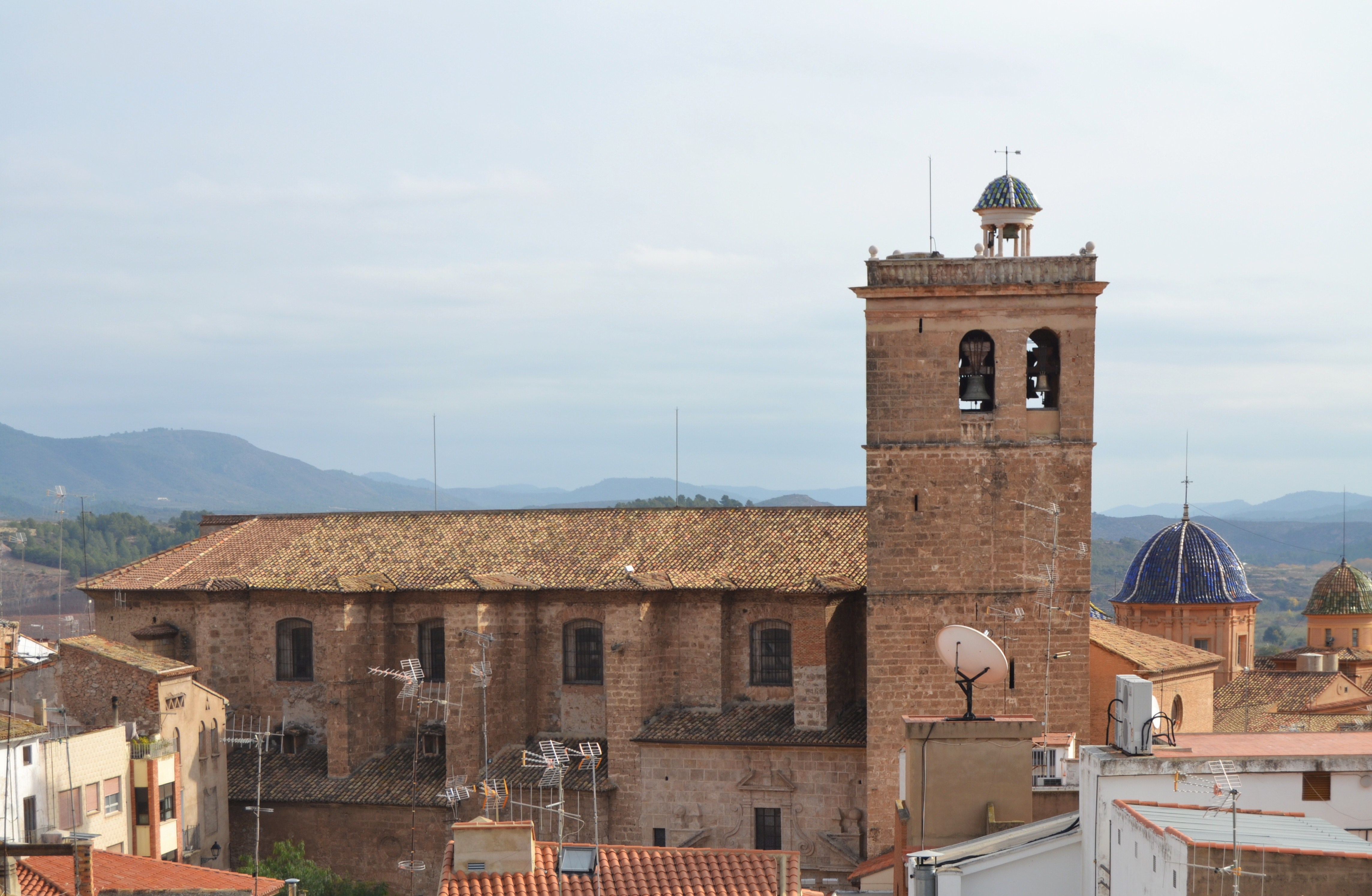
Kathedrale von Segorbe

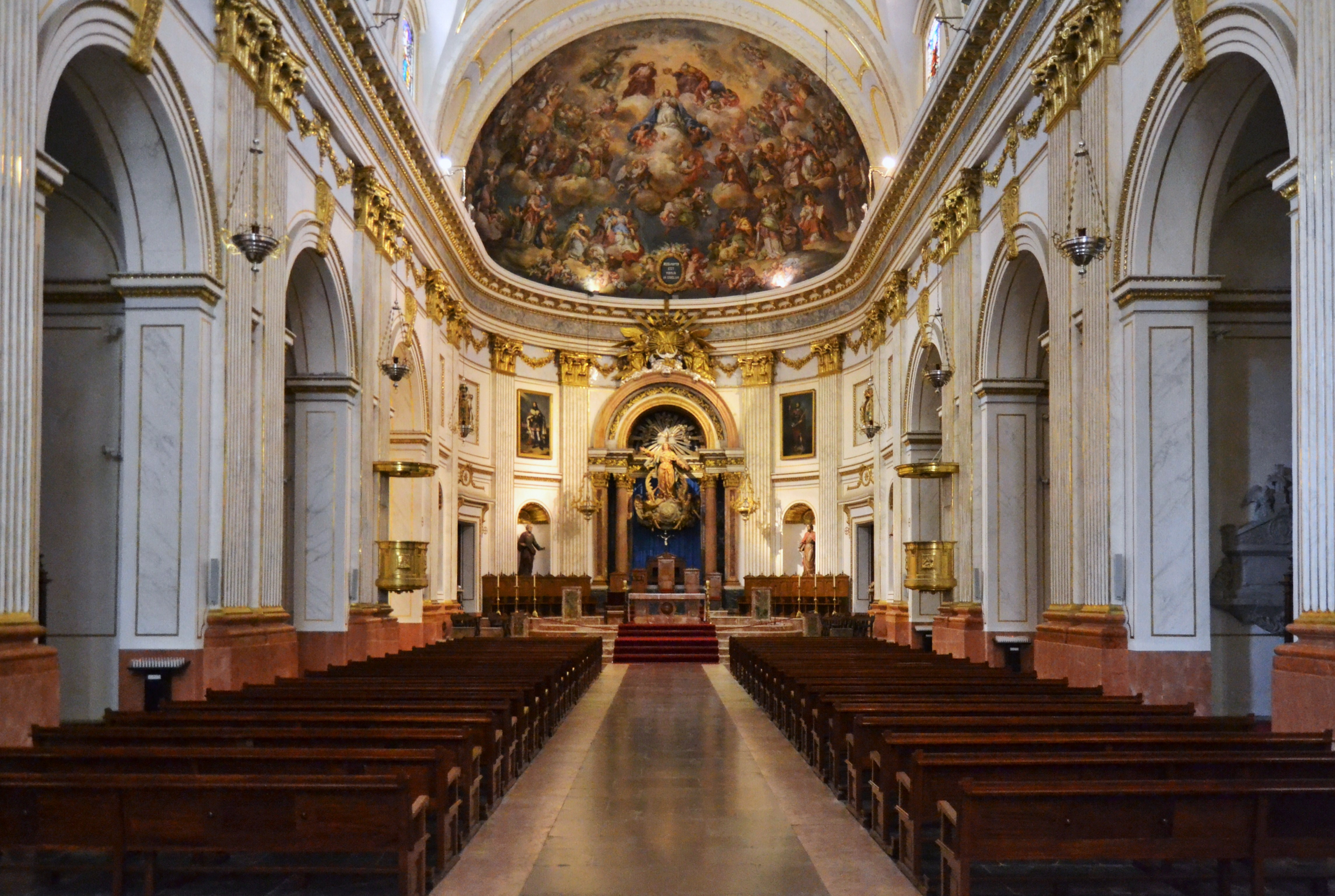
Innenraum

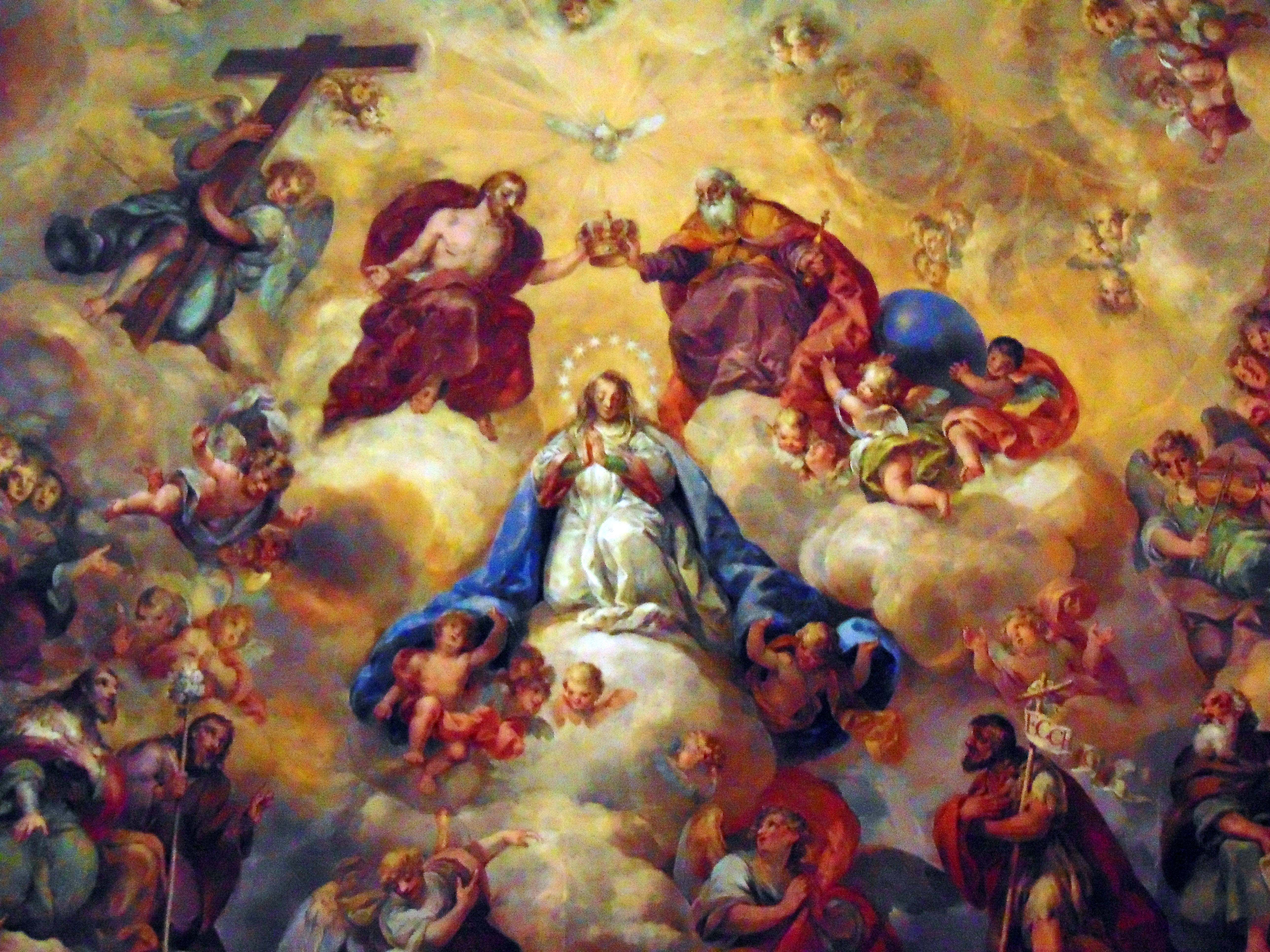
Apsisfresko

Die Kathedrale von Segorbe ist eine Kirche in der Stadt Segorbe in der spanischen Provinz Castellón, nahe der Großstadt Valencia. Die Bischofskirche des Bistums Segorbe-Castellón de la Plana steht unter dem Patrozinium der Aufnahme Mariens in den Himmel (spanisch Santa María de la Asunción). Sie trägt seit 1985 den Titel einer Basilica minor und ist seit 2002 als geschütztes Kulturgut Bien de Interés Cultural anerkannt. Das ehemalige Bistum Segorbe wurde am 31. Mai 1960 in „Bistum Segorbe-Castellón de la Plana“ umbenannt.

## Geschichte
Die Kathedrale des bereits im 6. Jahrhundert gegründeten Bistums Segorbe wurde ab dem 13. Jahrhundert errichtet. Sie wurde auf den Resten einer alten Moschee an die südliche Stadtmauer angebaut. Der mittelalterliche Bau im gotischen Stil wurde im Jahr 1534 geweiht. In den Jahren zwischen 1791 und 1795 wurde die Kirche unter Bischof Gómez de Ahedo nach dem Entwurf des Architekten Vicente Gascó Masot umgestaltet. Die Umsetzung erfolgte durch die Baumeister Francisco Marzo und Mariano Llisterri. Seitdem ist der ursprünglich gotische Charakter der Kirche nicht mehr erkennbar.

## Architektur
Rechts neben dem Portal aus dem 16. und 17. Jahrhundert erhebt sich der im Querschnitt trapezförmige Glockenturm (campanario). Von der im ausgehenden 18. Jahrhundert im klassizistischen Stil umgestalteten einschiffigen Kirche ohne Querschiff gehen zwischen den Pfeilern die Seitenkapellen ab, der Chor schließt mit einer achteckigen Apsis.

## Ausstattung
Das Fresko der Himmelfahrt Mariens in der Apsiskalotte ist mit dem Thema der Marienkrönung (Coronación de la Virgen) verbunden; es stammt von Luis Planes und Manuel Camarón. Das barocke Chorgestühl stammt aus dem 18. Jahrhundert. Die meisten Stücke der ehemaligen Ausstattung befinden sich heute im Kathedralmuseum.

## Kreuzgang
Vom zweigeschossigen Kreuzgang (claustro) im Stil der valencianischen Gotik geht der Kapitelsaal aus dem 15. Jahrhundert ab. Im Obergeschoss des Kreuzgangs befindet sich das Kathedralmuseum, welches eine sehenswerte Sammlung religiöser Kunst aus dem 14. bis 16. Jahrhundert präsentiert.

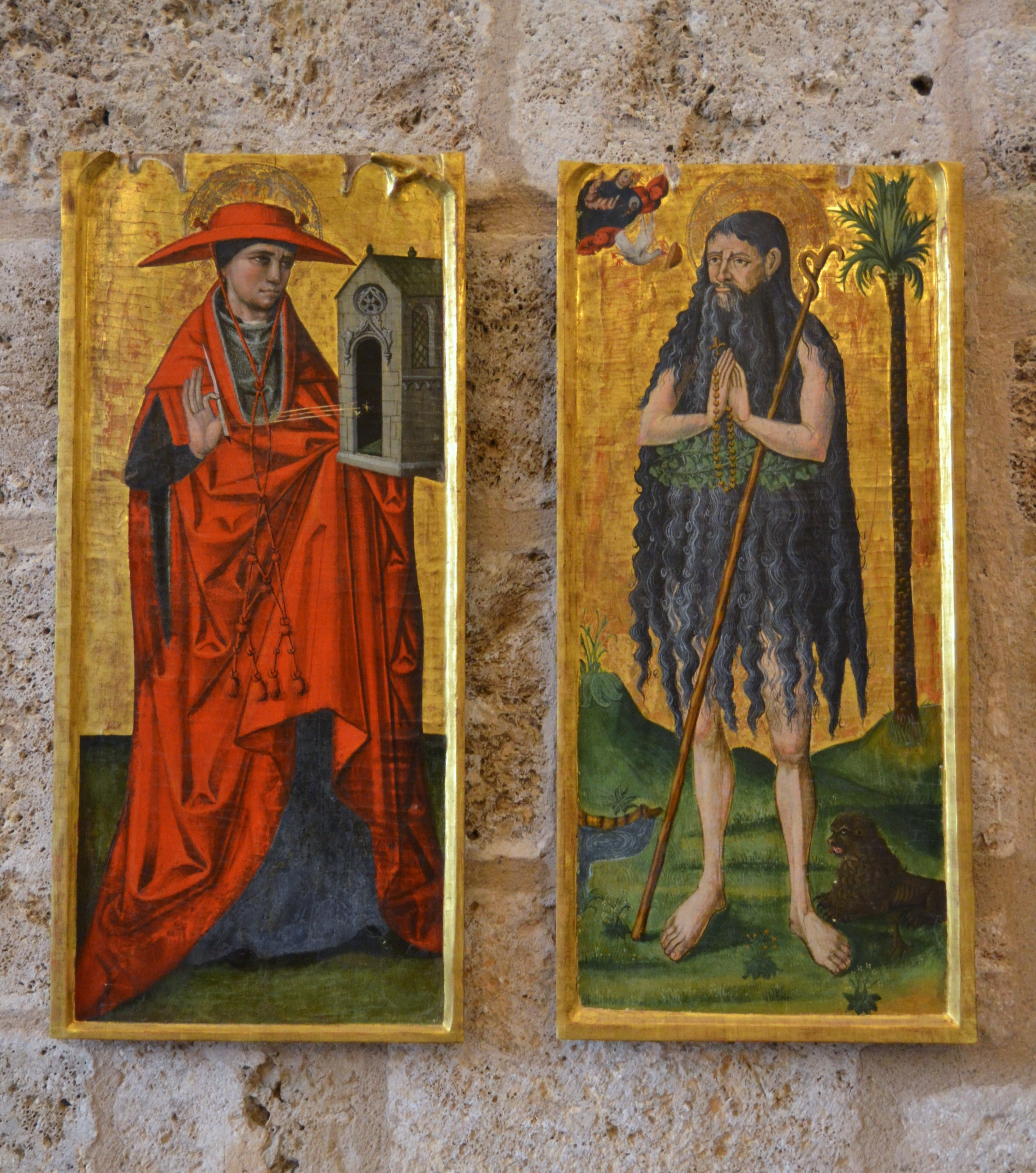
hll. Hieronymus und Onuphrius (um 1390)
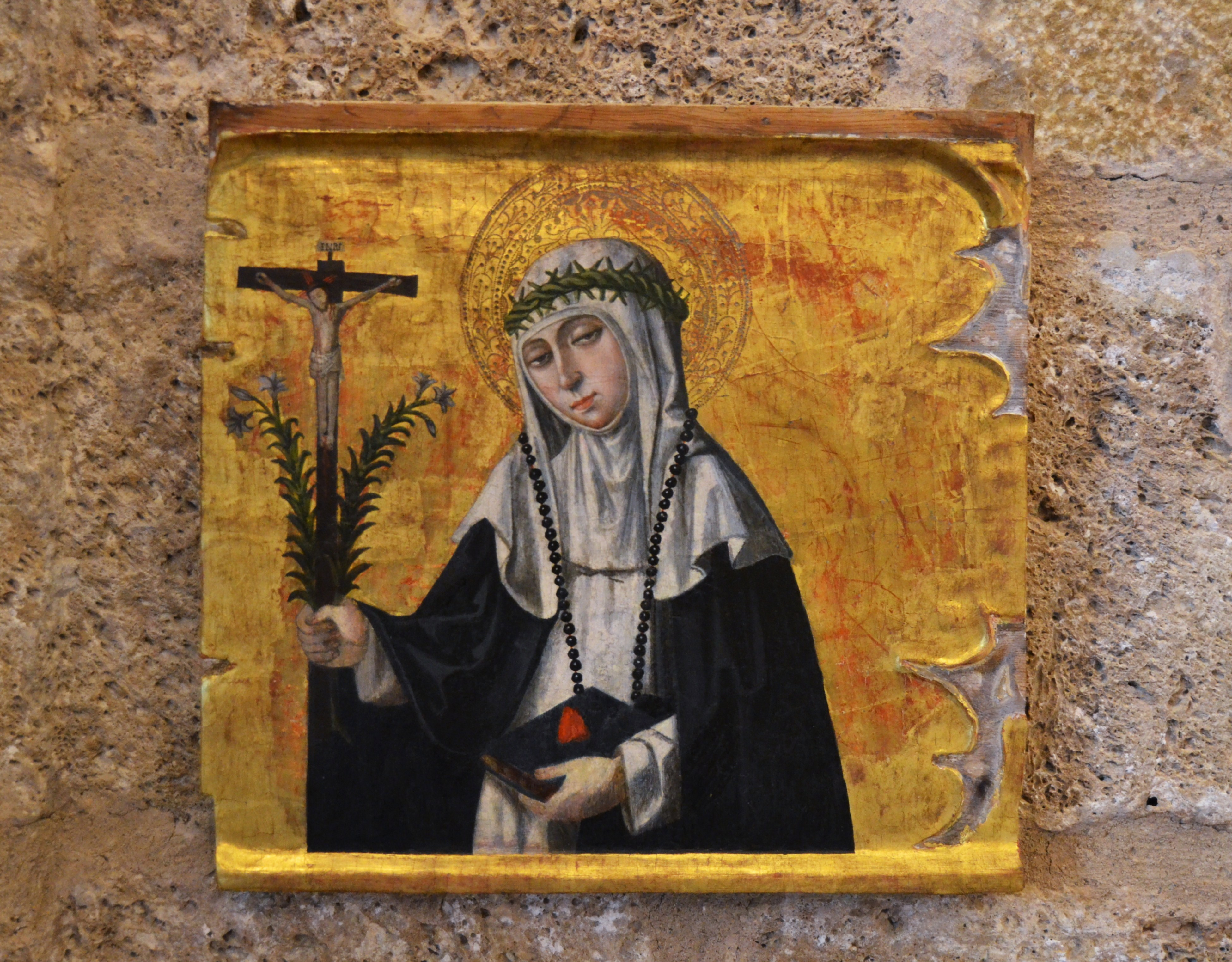
hl. Katharina von Siena (um 1390)
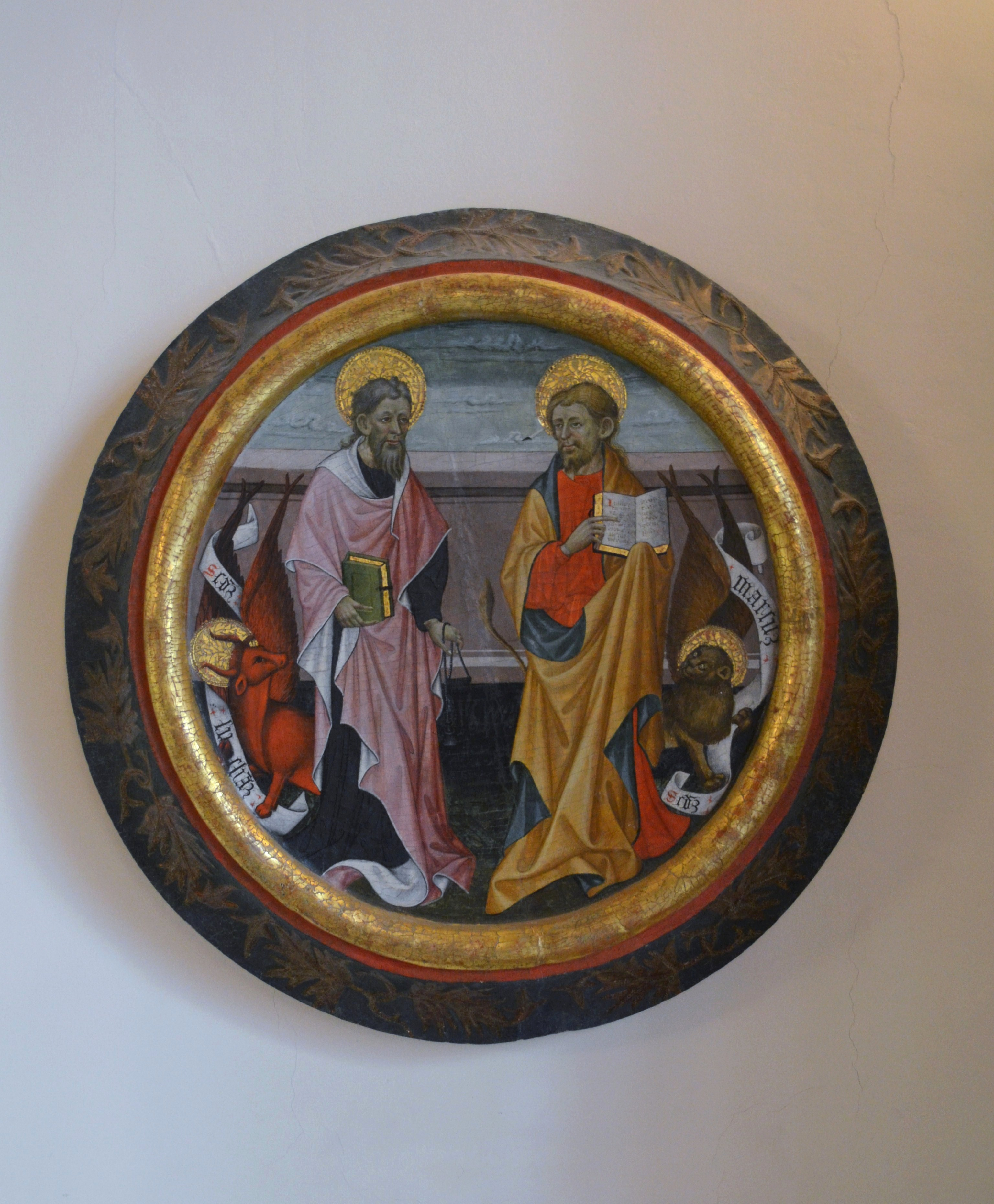
Evangelisten Johannes und Markus (um 1440)
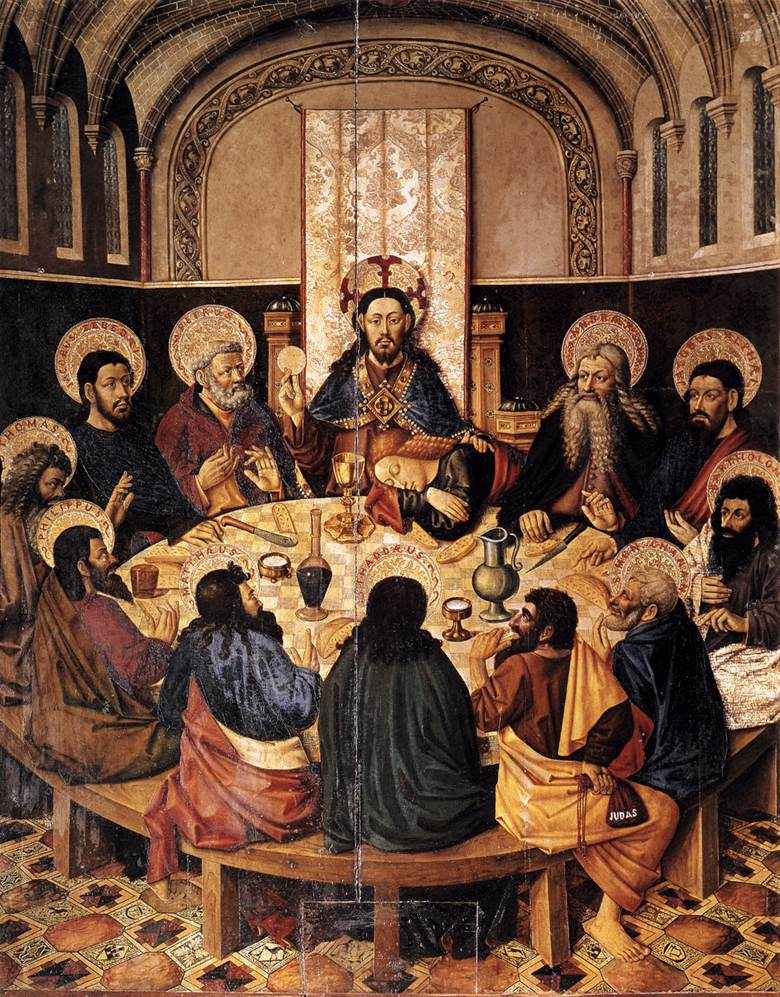
Letztes Abendmahl (um 1450)
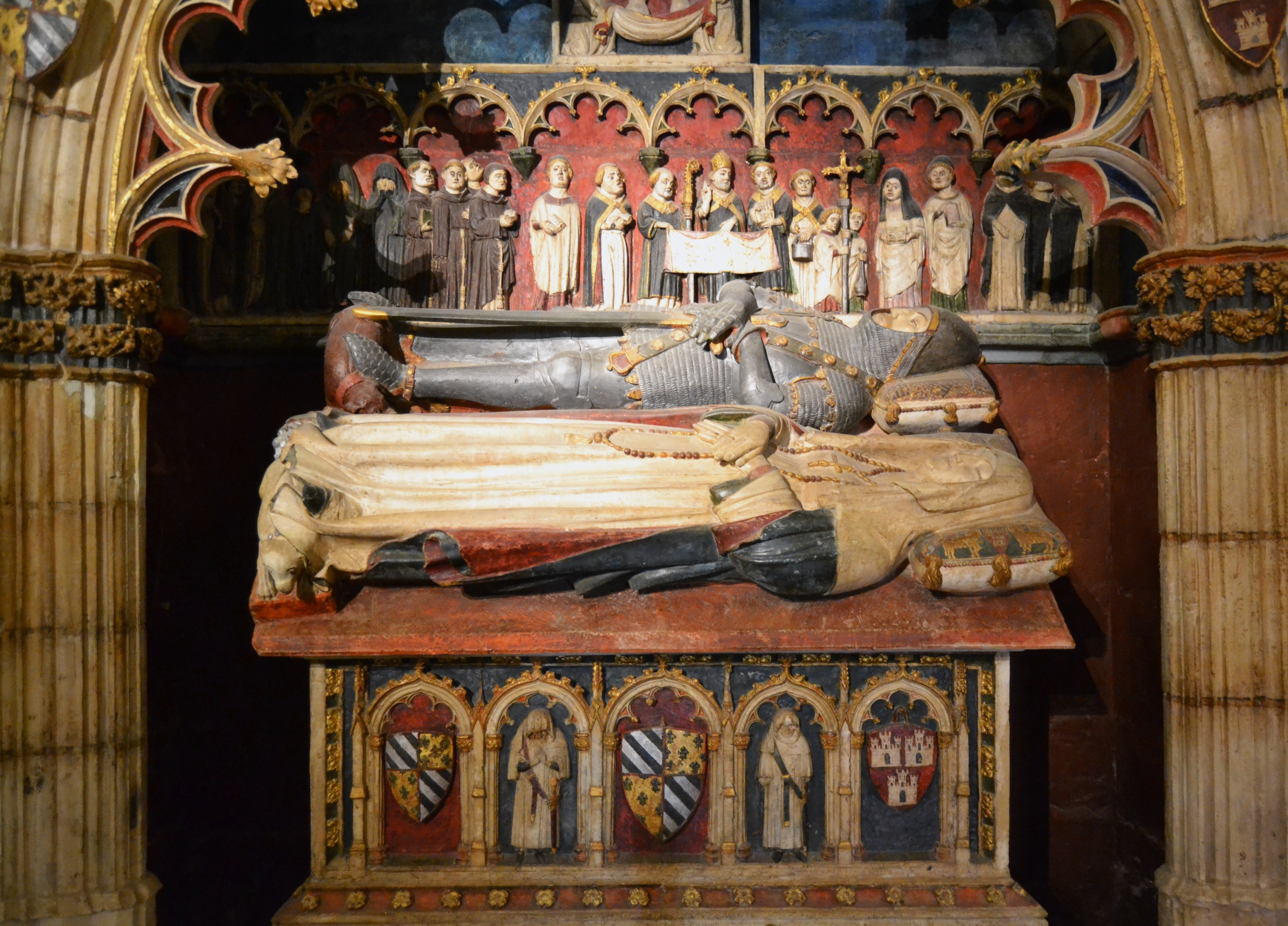
Wandgrab der Eheleute Vallterra (um 1400)